# Jedongcangkring
Jedongcangkring is een bestuurslaag in het regentschap Sidoarjo van de provincie Oost-Java, Indonesië. Jedongcangkring telt 3317 inwoners (volkstelling 2010).